# 上京生活録イチジョウ
『上京生活録イチジョウ』（じょうきょうせいかつろくイチジョウ）は、原作：萩原天晴・漫画：三好智樹、瀬戸義明・協力：福本伸行による日本の漫画で、略称は『イチジョウ』。『モーニング』（講談社）にて、2021年8号より2023年7号まで連載していた。

## 概要
同シリーズでは『中間管理録トネガワ』『1日外出録ハンチョウ』に続く第3弾となるスピンオフ作品。『賭博破戒録』に登場した一条聖也の下積み時代を描く作品である。
下積み時代を描いているものの、設定は本編と異なっており、時代設定も連載時点での現代（2020年代）と異なっているので、Nintendo Switchやスマートフォンなどの2000年代以降の最新の電子機器、アプリなどが作中に登場している。またパラレルワールドである『中間管理職トネガワ』や『一日外出録ハンチョウ』と異なり、明確に過去の話と示されているほか、本編主人公であるカイジが冒頭でのみ登場している。
作画の三好智樹は、『カイジ』本編のアシスタントを経験しており、『トネガワ』の作画も担当している。
主人公の一条が板橋区大山在住という設定から、大山に実在するハッピーロード大山・遊座大山商店街といった商店街や周辺の店舗なども頻繁に登場する。店名など一部は変更されているが、建物などは実在するものをほぼ踏襲している。
2023年1月の48話をもって完結。帝愛を退職し無職となった村上は数年ぶりに大山に戻り、ひょんな事からかつて一条と一緒に暮らしていたアパートの部屋に入居することになる。一条は必ず帰ってくると信じ続ける村上の元に、一条らしき人物が訪ねてきたところで物語は終わっている。

## 登場人物
一条 聖也（いちじょう せいや）
本作の主人公。岡山県出身。高卒者。年齢は18→20歳。板橋区大山在住。
高校卒業後、上京してきたフリーター。コンビニやファミレス「Joy Crew」など複数のアルバイトを掛け持ちしている。自炊が得意で、数々のオリジナルレシピ（本人いわく「貧乏メシ」）を生み出している。
普段は冷静で理論的な思考をしているが、一度落ち込むとひたすら己を卑下し、なかなか切り替えが出来ない性格である。
村上 保（むらかみ たもつ）
一条の同居人で、一条と同じく岡山県出身であり、一条とは高校の先輩後輩という間柄だった。年齢は18歳以下。中卒者（高校中退）。
高校中退後、一条と共に上京しており、本作では一条のことを敬称で読んでいる。
細かい事をあまり気にしない性格で、色んな事に物怖じせずチャレンジしていくタイプである。
モモ太（モモた）
村上がバイト先の同僚から貰ってきたジャンガリアンハムスター（サファイアブルー）。
檻を脱走した際に、一条がモモ太専用の3段クルーン型滑り台を制作する。
村上が撮影したモモ太の食事風景を一条がツイッターにアップした事で動画がバズり、テレビ出演を果たしている。
美沢（みさわ）
一条のバイト先のファミレス「Joy Crew」での同僚で、滋賀県出身。育ちが大阪というコテコテの関西弁キャラで、一条はそのノリを当初苦手としていた。意を決した一条がハッキリとそれを伝えた事で逆に本音で話し合えるようになり、以降友人としての付き合いになっている。ガサツそうだが実は繊細な性格で彼女と破局した際は泣くほど落ち込んでいた。職場では調理担当で、将来は洋食屋を開くことを夢見ている。
山田（やまだ）
一条のバイト先のファミレス「Joy Crew」での同僚。福井県出身。職場ではホール担当。
温和で穏やかな性格をしている。一条や美沢と友人で、一緒に食事や遊びに行くことも多くある。小崎に惚れている。
上京して大学の医学部に入学するが、本当に自分が医者になりたいのかと思い悩み、今後の事を模索するために休学している。
倉持（くらもち）
一条のバイト先のファミレス「Joy Crew」での同僚の女性。職場ではホール担当。小崎とは友人関係にある。
小崎 祐加（こざき ゆうか）
一条のバイト先のファミレス「Joy Crew」での同僚の女性で20歳の大学生。職場では調理担当。倉持とは友人関係にある。
一条に惚れており、飲み会をきっかけに積極的にアプローチしてくるようになる。
三好 智広（みよし ともひろ）
『カイジ』シリーズ本編に登場する青年で、一条と村上が臨時バイト先で知り合った。
気弱だが調子に乗りやすく、いい加減な性格で、人を値踏みして自分より上か下かをランク付けする癖がある。
芦田（あしだ）
帝愛の黒服で、一条と村上がバッティングセンターで知り合った。東大卒だが、その学歴の高さに溺れ高望みしたせいで就活に失敗して行くあてがなくなり、給料だけはそれなりの帝愛にやむなく入社する破目になった事を明かしている。
つまらないプライドに固執する一条にかつての己の姿を見て、アドバイスを送った。のちに帝愛の新規プロジェクトの複合エンタメ施設、のちの違法カジノメンバー採用説明会に一条たちを招待した。
村上 樹（むらかみ いつき）
村上の従兄弟。村上の3歳年下で、現在高校生。
漫画家を目指しており、編集者との打ち合わせのために上京した際に一条と村上に東京を案内してもらっていた。

## 書誌情報
- 原作：萩原天晴・漫画：三好智樹、瀬戸義明・協力：福本伸行 『上京生活録イチジョウ』 講談社〈モーニングKC〉、全6巻
  1. 2021年7月20日発売[7][9]、ISBN 978-4-06-523779-3
  2. 2021年9月22日発売[10]、ISBN 978-4-06-524576-7
  3. 2022年3月4日発売[11]、ISBN 978-4-06-526689-2
  4. 2022年5月23日発売[12]、ISBN 978-4-06-527861-1
  5. 2022年10月6日発売[13]、ISBN 978-4-06-529148-1
  6. 2023年3月6日発売[14]、ISBN 978-4-06-531024-3